# Nishinomiya
Thành phố Nishinomiya (西宮市) ở phía Đông Nam của tỉnh Hyōgo (Nhật Bản), là thành phố lớn thứ ba trong tỉnh. Thành phố này được công nhận là một đô thị trung tâm vùng của vùng Kinki và cũng là một trung tâm thương mại của vùng.
Với vị trí địa lý gần thành phố Ōsaka và tiếp giáp với Kobe, thành phố Nishinomiya được chọn làm nơi sinh sống của nhiều người lao động tại hai thành phố trên. Ban ngày họ tới Ōsaka và Kobe làm việc, ban đêm về nhà ở Nishinomiya nghỉ. Thành phố còn được chỉ định làm trung tâm bảo vệ sức khỏe cho dân cư vùng Kinki.
Địa hình phần phía Bắc của Nishinomiya là địa hình núi. Phần phía Nam là đồng bằng trông ra vịnh Ōsaka. Nishinomiya không có sông lớn. Núi cao nhất có độ cao tuyệt đối 309,4 m, đó là núi Kabuto nằm gần như chính giữa thành phố và được coi là một biểu tượng của thành phố.